# Robert Heyer
Robert "Rob" Heyer (Worland, Wyoming, 1 de marzo de 1992) es un exbaloncestista estadounidense. Con 1,90 metros de estatura, jugaba en la posición de escolta.

## Trayectoria deportiva

### Universidad
Comenzó su trayectoria en la universidad en el junior college de Sheridan en Wyoming, donde en su segunda temporada promedió 11,3 puntos y 4,8 rebotes por partido. De allí pasó a los Falcons de la Universidad de Texas de la Cuenca Permiana, de la División II de la NCAA, conde jugó un año, promediando 9,9 puntos y 5,7 rebotes.
En 2013 se incorporó a los Broncos de la Universidad Estatal Boise, de la División I de la NCAA, donde tras cumplir el año em blanco que impone la NCAA, jugó una temporadas más en la que promedió 4,7 puntos y 3,1 rebotes por partido.

### Profesional
Tras no ser elegido en el Draft de la NBA de 2015, se trasladó a Australia para jugar en ligas semiprofesionales, primero con los Latrobe Basketball de la North West Basketball Union, donde estuvo una temporada en la que promedió 26,4 puntos y 14,7 rebotes por partido, y posteriormente con los Hobart Chargers de la South East Australian Basketball League, logrando 16,7 puntos y 7,6 rebotes por encuentro.
En octubre de 2017 fue elegido por los South Bay Lakers en el puesto 20 de la cuarta ronda del Draft de la NBA Development League, y en su primera temporada promedió 5,3 puntos y 3,2 rebotes por partido.